# Nemesis (Alton Towers)
Nemesis Reborn ist eine Stahlachterbahn vom Typ Inverted Coaster im britischen Freizeitpark Alton Towers des Herstellers Bolliger & Mabillard, die am 19. März 1994 als Nemesis eröffnet wurde. Vom 7. November 2022 bis zum 15. März 2024 war die Bahn geschlossen, wobei ein großer Teil der Schienen ausgetauscht wurde. Am 16. März 2024 wurde die Bahn als Nemesis Reborn wieder eröffnet.
Zum Zeitpunkt ihrer Eröffnung war sie die erste Achterbahn vom Typ Inverted Coaster in Europa.

## Besonderheiten
Nemesis musste aufgrund von baulichen Bestimmungen unterhalb der Baumwipfeln in Schluchten gebaut werden, welche dafür extra aus dem Gestein gesprengt wurden. Sie besitzt weltweit als einziger Inverted Coaster direkt nach dem First Drop einen Korkenzieher, welcher von B&M Flat Spin genannt wird.

## Züge
Nemesis Reborn besitzt zwei Züge mit jeweils acht Wagen. In jedem Wagen können vier Personen (eine Reihe à vier Personen) Platz nehmen. Die Fahrgäste müssen mindestens 1,42 m groß sein um mitfahren zu dürfen. Als Rückhaltesystem kommen Schulterbügel zum Einsatz.

## Retracking
Im Januar 2022 wurde ein Retracking der Bahn, aufgrund von Wartungsgründen angekündigt. Hierbei wird ein Großteil der Schienen durch neue Schienen mit den aktuellsten Modelleigenschaften ausgetauscht.

## Bilder

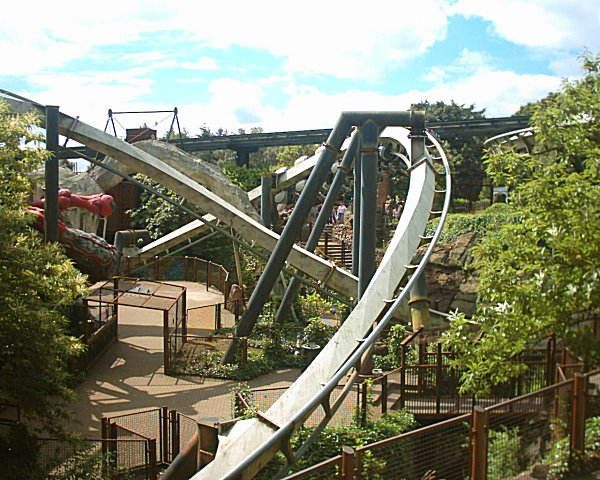
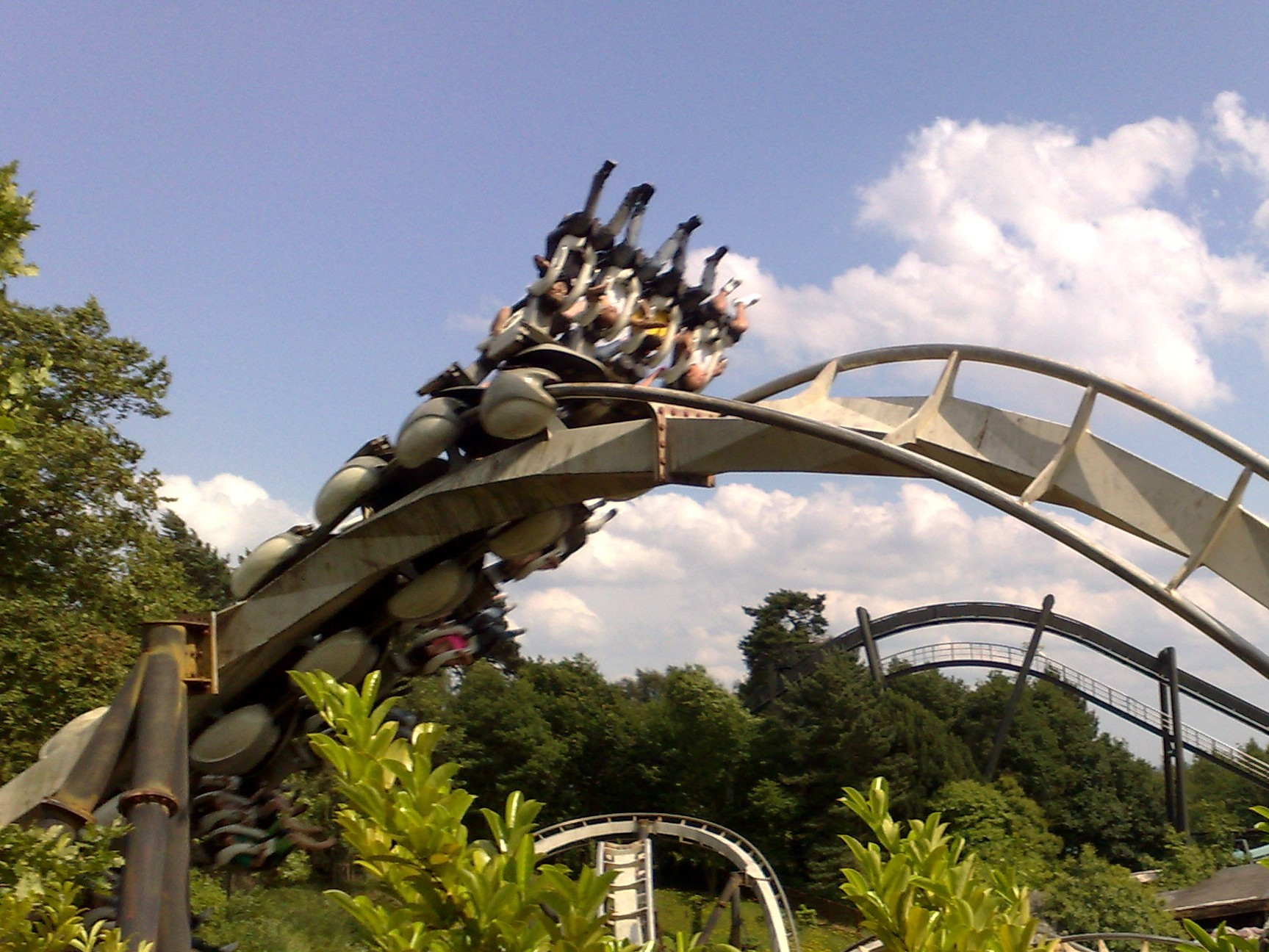